# Croisière sentimentale
Pour plus de détails, voir Fiche technique et Distribution.
Croisière sentimentale (titre original : Melody Cruise) est un film américain en noir et blanc réalisé par Mark Sandrich, sorti en 1933.

## Synopsis
À bord d'un bateau à vapeur de croisière quittant New York pour la Californie, se trouvent le playboy millionnaire Alan Chandler et son ami Pete Wells. La mission assignée à Pete par son ami semble simple : sauver Alan des attentions des jeunes filles en quête de riches maris. La professeure Laurie Marlowe, cependant, ne montre aucun intérêt ni pour Alan ni pour son argent. Le millionnaire va s’efforcer de la séduire.

## Fiche technique
- Titre français : Croisière sentimentale
- Titre original : Melody Cruise
- Réalisation : Mark Sandrich
- Scénario : Ben Holmes, Mark Sandrich
- Musique : Max Steiner
- Costumes : Walter Plunkett
- Photographie : Bert Glennon
- Montage : Jack Kitchin
- Producteur : Merian C. Cooper
- Société de production et de distribution : RKO Radio Pictures
- Pays de production :  États-Unis
- Langue d'origine : anglais américain
- Format : noir et blanc — pellicule : 35 mm — image : 1,37:1 — son : mono (RCA Victor System)
- Genre : comédie romantique
- Durée : 76 min
- Dates de sortie :
  - États-Unis : 23 juin 1933
  - France : 2 février 1934

## Distribution
- Charles Ruggles : Pete Wells
- Phil Harris : Alan Chandler
- Helen Mack : Laurie Marlowe
- Greta Nissen : Elsa Von Rader
- Chick Chandler : Hickey
- June Brewster : Zoe
- Shirley Chambers : Vera
- Florence Roberts : Mlle Potts
- Marjorie Gateson : Mme Wells